# 三国運動公園
三国運動公園（みくにうんどうこうえん、英: Mikuni Athletic Park）は、福井県坂井市に所在する都市公園（運動公園）である。

## 概要
三国町（2006年3月20日新設合併後、現・坂井市）によって造成された運動公園。日本海を眺望できる風光明媚な丘陵地にあり、運動公園全体の造成に際しては、旧市街地を見下ろすことのできる傾斜や自然を生かしながらも、競技場や野球場などは平坦になるように土地の整形が行われた。
1980年（昭和55年）4月に多目的競技場が完成。陸上競技場は、1980年に着工し総工費約5億円をかけて、1982年（昭和57年）8月に完成。1983年（昭和58年）8月に野球場が、1984年（昭和59年）4月に屋外ゲートボール場が、また、1985年（昭和60年）3月にテニスコートが順次完成した。1988年（昭和63年）3月には屋内ゲートボール場が完成し、施設整備面では1987年度（昭和62年度）をもって全施設が完成したのち、1989年（平成元年）4月5日に総合落成
した。
1988年3月31日、都市基幹公園（運動公園）として供用開始。面積は21ヘクタール。
1974年に運動公園の基本構想、基本計画に着手後、1978年に三国町が公園造成地内の遺跡分布に関する調査を行い、姥ヶ谷古墳の存在が確認された。

## 施設
- 三国運動公園陸上競技場
  - 日本陸上競技連盟第2種公認
  - トラック：400m×8レーン
  - 収容人数：10,000人（メインスタンド　2,500人、芝スタンド　7,500人）
  - 照明設備：無し
- 野球場

- 多目的競技場 - 土から人工芝に改修し、2017年（平成29年）4月23日に新装開業した[14]。

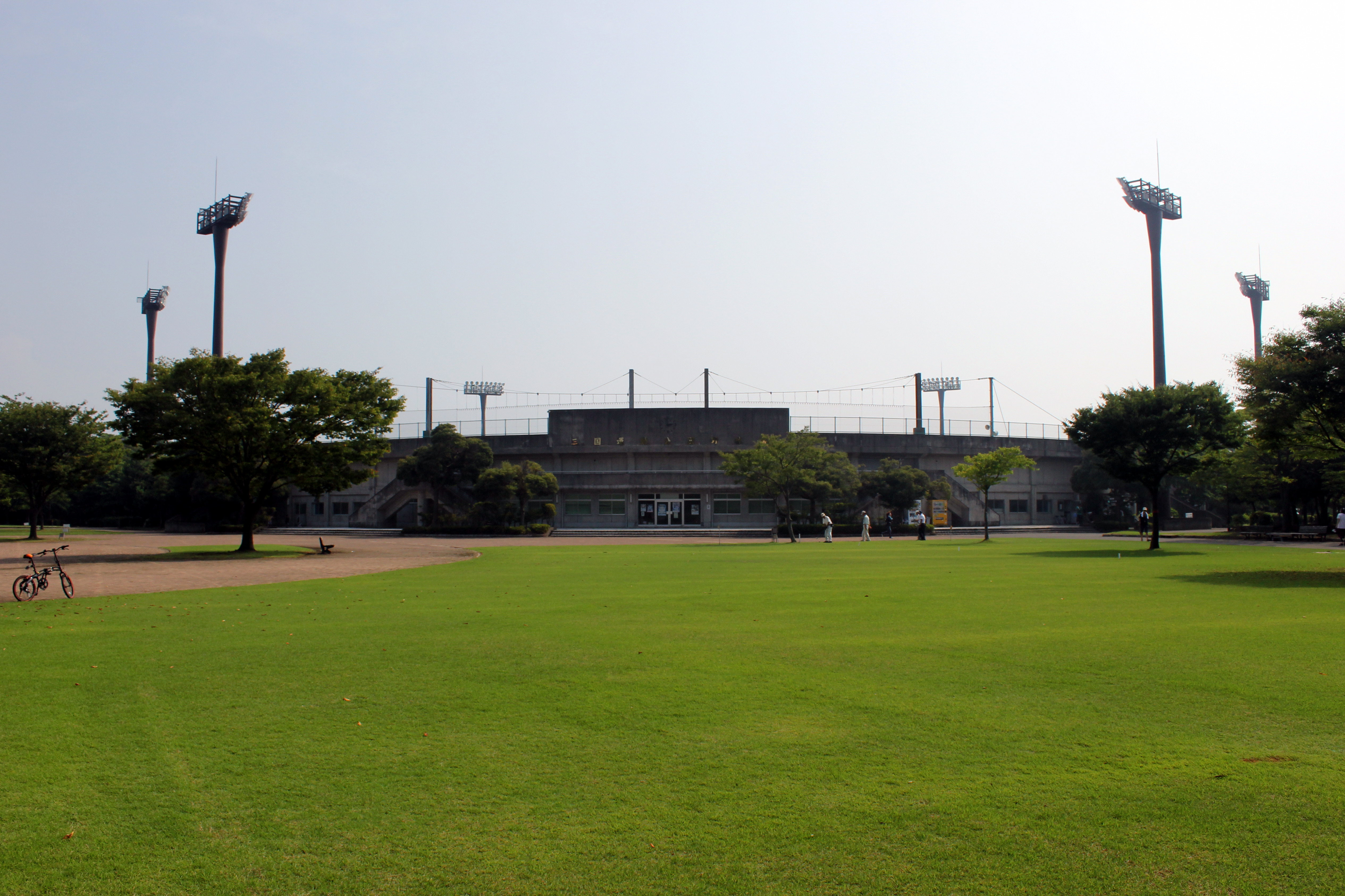
三国運動公園野球場

- テニスコート
- 屋内ゲートボール場
- 屋外ゲートボール場
- 屋内温水プール
- こども広場

- 三国運動公園野球場